# Mursili III
Mursili III, Mursilis III, znany też jako Urhi-Teszup – król Hetytów z czasów istnienia imperium hetyckiego, panujący w latach 1282-1275 p.n.e. lub 1271-1264 p.n.e., syn i następca Muwatalli II, bratanek Hattusili III. O jego krótkich rządach wiadomo niewiele. Z dostępnych źródeł wynika, iż starał się on ograniczyć władzę i wpływy swego wuja Hattusili (późniejszy król Hattusili III), któremu Muwatalli II przekazał kontrolę nad nękaną najazdami ludu Kaska północną prowincją Hakpissa. Według tzw. Apologii Hattusili III wojna domowa trwała siedem lat, a zwycięsko wyszedł z niej Hattusili. Mursili III został pojmany i skazany na wygnanie do syryjskiej prowincji Nuhassi.